# Цемянка
Цемянка (от лат. caementum «щебень») — кирпичная или керамическая крошка, добавляемая в известковый раствор для кладки стен, и сам этот раствор. Широко использовался в древнем строительстве как связующее вещество аналогично современному цементу. Применение цемянки — характерная черта каменного зодчества Киевской Руси, обнаруживаемая в главнейших памятниках Киева (Софийский собор, Десятинная церковь и др.), Чернигова, Переяслава и т. д.
Поскольку кирпич был цветной, цемянка как раствор получалась окрашенной. Это дало основание современным строительным компаниям назвать цемянкой краску для стен, представляющую собой известковый раствор с измельченными до микроскопических размеров частицами кирпича.